# 군 가산복무 지원금 지급 대상자
군 가산복무 지원금 지급 대상자는 학부재학 중 시험에 응시하여 합격하면 군 가산복무 지원금으로 대학교를 학업하고 학사(學士, bachelor's degree)학위를 취득한 후 학사사관 또는 학군사관의 의무복무기간에 4년을 가산하여 장교로서 복무하는 중급지휘관 양성의 중추적인 과정이다.
육군은 물론이고 해군과 해병대, 공군(공군조종장학생)도 선발한다.
군 가산복무 지원금 지급 대상자들은 대학교재학 중 군사교육을 받지 않고 일반대학생들과 다를 것이 없이 대학교생활을 하고 육군의 경우 졸업후 육군학생군사학교에서 약 16주간 위탁교육을 받은 뒤 소위계급의 장교로 임관하여 군생활을 시작하게 된다.
최근에는 전문성을 강화하기 위하여 민간의 대학교에 군사학과를 개설하여 고등학교졸업자를 선발하며, 정규사관학교처럼 4년간을 체계적이고 전문적인 커리큘럼으로 교육을 하고있다.
협약이 체결된 군사학과생의 경우에는 입학과 동시에 군 가산복무 지원금 지급 대상자의 신분을 취득한다.

## 군사학과 개설현황
(☆은 입학과 동시에 군 가산복무 지원금 지급 대상자 신분 부여 대학, ☆ 이외의 대학교는 협약과 별개로 전국 단위 군 가산복무 지원금 지급 대상자 시험을 입학 후에 따로 치뤄야 한다.)
- 대전대학교 - 2004년 최초개설 (육군)협약 장학금 지원☆
- 조선대학교 - 2005년 개설 (육군)협약 장학금 지원☆
- 원광대학교 - 2005년 개설 (육군)협약 장학금 지원☆
- 경남대학교 - 2005년 개설 (육군)협약 장학금 지원☆
- 건양대학교 - 2011년 개설 (육군)협약 장학금 지원☆
- 영남대학교 - 2011년 개설 (육군)협약 장학금 지원☆
- 용인대학교 - 2011년 개설 (육군)협약 장학금 지원☆
- 청주대학교 - 2011년 개설 (육군)협약 장학금 지원
- 경운대학교 - 2012년 개설 (해병대)협약  지원
- 서경대학교 - 2012년 개설 (육군)협약 장학금 지원
- 초당대학교 - 2012년 개설 (비공식, 대학자체 장학금 지원)
- 고려대학교 - 2012년 개설 (육군)협약 장학금 지원
- 충남대학교 - 2012년 개설 (해군)협약 장학금 지원
- 세종대학교 - 2012년 개설 (해군)협약 장학금 지원
- 단국대학교 - 2013년 개설 (해병대)협약 장학금 지원☆ [주 1]
- 상지대학교 - 2019년 개설 (비공식, 대학자체 장학금 지원, 강원특별자치도 내 유일한 군사학과)

## 전문학사 군 가산복무 지원금 지급 대상자
전문대학(기능대학포함)에 재학 중인 학생도 군 가산복무 지원금 지급 대상자를 선발한다. 시험에 응시하여 합격하면 군 가산복무 지원금으로 학업하고 전문학사를 취득한후 부사관으로 임관하게 된다.
역시나 전문대학에도 군사관련학과를 개설하였다.

## 군 가산복무 지원금 지급 대상자의 의무복무기간
모든 군 가산복무 지원금 지급 대상자는 선발년도에 상관없이 학사사관 또는 학군사관 의무복무기간에 4년을 가산한다.
- 학사사관 : 3년(학사사관 의무복무기간)+4년(군 가산복무 지원금 지급 대상자 의무복무기간) = 7년
- 학군사관 : 2년4개월(학군사관 의무복무기간)+4년(군 가산복무 지원금 지급 대상자 의무복무기간) = 6년4개월

군 가산복무 지원금 지급 대상자 신분 취득전에 개인이 자력으로 납부한 등록금은 소급하여 반환된다. 또한 예산의 범위안에서 소정의 수학보조비도 지급한다.

## 타 과정과의 비교
학군사관은 대학교재학 중 선발된다는 점에서는 군 가산복무 지원금 지급 대상자와 동일하지만 그들은 대학교3,4학년과정을 학군복을 착용하고 학기중에는 학생군사교육단의 훈육을 받으며 자신의 전공과는 별도로 군사학을 이수하고 방학기간에 육군학생군사학교에서 군사교육을 받고 졸업후 장교로 임관하며, 아주짧은 단기복무자원이라는 점, 선발인원에서 차이점이있다.
또한 선발방법에서도 학군사관은 학생군사교육단별로 인원을 할당하고 학교내의 지원자끼리 경쟁하는반면 군 가산복무 지원금 지급 대상자는 전국경쟁이라는점이다. 물론 학군사관들도 군 가산복무 지원금 지급 대상자 시험에 응시하여 합격한다면 해당 군 가산복무 지원금을 수령할 수 있는 데 이럴경우 학군사관과 군 가산복무 지원금 지급 대상자로 동시 등록되고 학군사관으로서의 의무복무기간과 함께 군 가산복무 지원금을 수령한 기간만큼 의무복무기간이 추가된다.
학사사관은 장학금을 수혜하지 않음으로 단기복무자원(의무복무기간 3년)이라는점, 선발시기, 선발인원 등에서 군 가산복무 지원금 지급 대상자와 차이점이있으나 그 이외의 것에서는 동일하다.

## 주해
1. ↑  군과 협약을 맺은 군사학과의 경우 장학금 혜택을 받으며 졸업과 동시에 소위로 임관할 수 있고 군과 협약을 맺지 않더라도 개별적으로 군 가산복무 지원금 지급 대상자에 지원해 선발되면 장학금 지급 혜택과 졸업 후 장교 임관이 가능하다는 장점이 있다. 단국대의 경우, 국내 최초 (해병대) 군사학과 개설로 관심을 모았다. 앞서 2012년 3월 열린 (해병대)의 군사학과 설치 설명회에는 지방 국립대학과 서울 소재의 사립대학 등 국내 4년제 대학 19곳이 참여해 뜨거운 유치 열기를 보이기도 했다. 해병대사령부는 이 가운데 단국대와 2012년 6월 27일 해병대군사학과 신설 업무협약을 체결했다. 이밖에 군 가산복무 지원금 지급 대상자로 한서대 항공관광학과 등이 있는데 군장대나 경운대는 태안캠퍼스에서 실시하는 비행훈련위탁 등 항공관련학과 교육을 한서대에 위탁교육하고 있다.[1][2]